# Nana Nana Meu Menino (filme)
Nana Nana Meu Menino é um filme português dos géneros drama e thriller psicológico escrito, produzido, realizado e protagonizado por Carlos Moreira. O filme, co-protagonizado por Adélia Pereira, retrata a história de uma consulta de fisioterapia entre um fisioterapeuta e a sua paciente que não corre de acordo com o esperado. 
O restante elenco principal é composto por Marta Barbosa e Arminda Ferreira.
O filme estreou localmente em Penafiel, Portugal a 5 de Abril de 2025, tendo sido visto por mais de 300 espectadores .

## Sinopse
Eduardo é um fisioterapeuta à procura de respostas sobre um determinado dia do seu passado. Teresa é uma neurocirurgiã que procura uma solução para a lombalgia que a assola há anos. A relação fisioterapeuta-paciente estabelece-se com facilidade logo que ela chega à clínica, mas aquilo que aparenta ser uma normal sessão de fisioterapia rapidamente se transforma numa sequência de revelações e acontecimentos que promete mudar radicalmente a vida de ambos.

## Elenco
- Adélia Pereira como Teresa;
- Carlos Moreira como Eduardo;
- Marta Barbosa como Cátia;
- Arminda Ferreira como Dª Fernanda;
- Ana Lúcia Rodrigues como Patrícia (fisioterapeuta nº 2);
- Davide Matos como Jorge (voz);
- Mário Cardoso como Raúl (voz);
- Vera Moreira como Ana (voz).

## Ligações Externas
- Website
- Nana Nana Meu Menino no Jornal A Verdade
- Nana Nana Meu Menino no IMDB
- Nana Nana Meu Menino no Letterboxd